# Challenger de Rio Quente
El torneo Rio Quente Resorts Tennis Classic es un torneo profesional de tenis. Pertenece al ATP Challenger Series. Se juega desde el año 2012 sobre pistas duras, en Rio Quente, Brasil.

## Palmarés

### Individuales
| Año  | Campeón          | Finalista       | Resultado     |
| ---- | ---------------- | --------------- | ------------- |
| 2013 | Rajeev Ram       | André Ghem      | 4–6, 6–4, 6–3 |
| 2012 | Guilherme Clezar | Paul Capdeville | 7–6(4), 6–3   |

### Dobles
| Año  | Campeones                          | Finalistas                      | Resultado |
| ---- | ---------------------------------- | ------------------------------- | --------- |
| 2013 | Fabiano de Paula Marcelo Demoliner | Ricardo Hocevar Leonardo Kirche | 6–3, 6–4  |
| 2012 | Guido Andreozzi Marcel Felder      | Thiago Alves Augusto Laranja    | 6–3, 6–3  |